# Convair CV-240
Convair CV-240 — американский винтовой самолёт, авиалайнер для линий малой и средней протяжённости. Разработан компанией Convair и серийно производился в 1947—1954, во множестве гражданских и военных вариантов. Общий выпуск, с учётом всех модификаций — 1181 самолёт. Широко эксплуатировался в гражданской авиации и в военных ведомствах многих стран.

## История самолёта
Самолёт разрабатывался по заказу авиакомпании American Airlines в качестве замены для Douglas DC-3. Оригинальная конструкция модели 110, представляла собой двухмоторный моноплан с низким крылом цельнометаллической конструкции, рассчитанный на 30 посадочных мест. Он был оснащён двигателями Pratt & Whitney R-2800 Double Wasp. Прототип модели 110 впервые взлетел 8 июля 1946 года. Позднее на основе этой модели был создан Convair CV-240. Эта модель была запущена в серийное производство. Она получила более удлинённый фюзеляж и могла вмещать 40 пассажиров. Первый Convair CV-240 поднялся в воздух 16 марта 1947 года.
Модель 340 имела более длинный фюзеляж, более широкие крылья и более мощные двигатели. Самолёт впервые поднялся в воздух 5 октября 1951 года.
В дальнейшем, по мере совершенствования, выпускались улучшенные модификации самолёта — CV-440. Модели 540, 580, 600, 640 — самолёты предыдущих производственных серий, переоборудованные под турбовинтовые двигатели.

## Эксплуатация

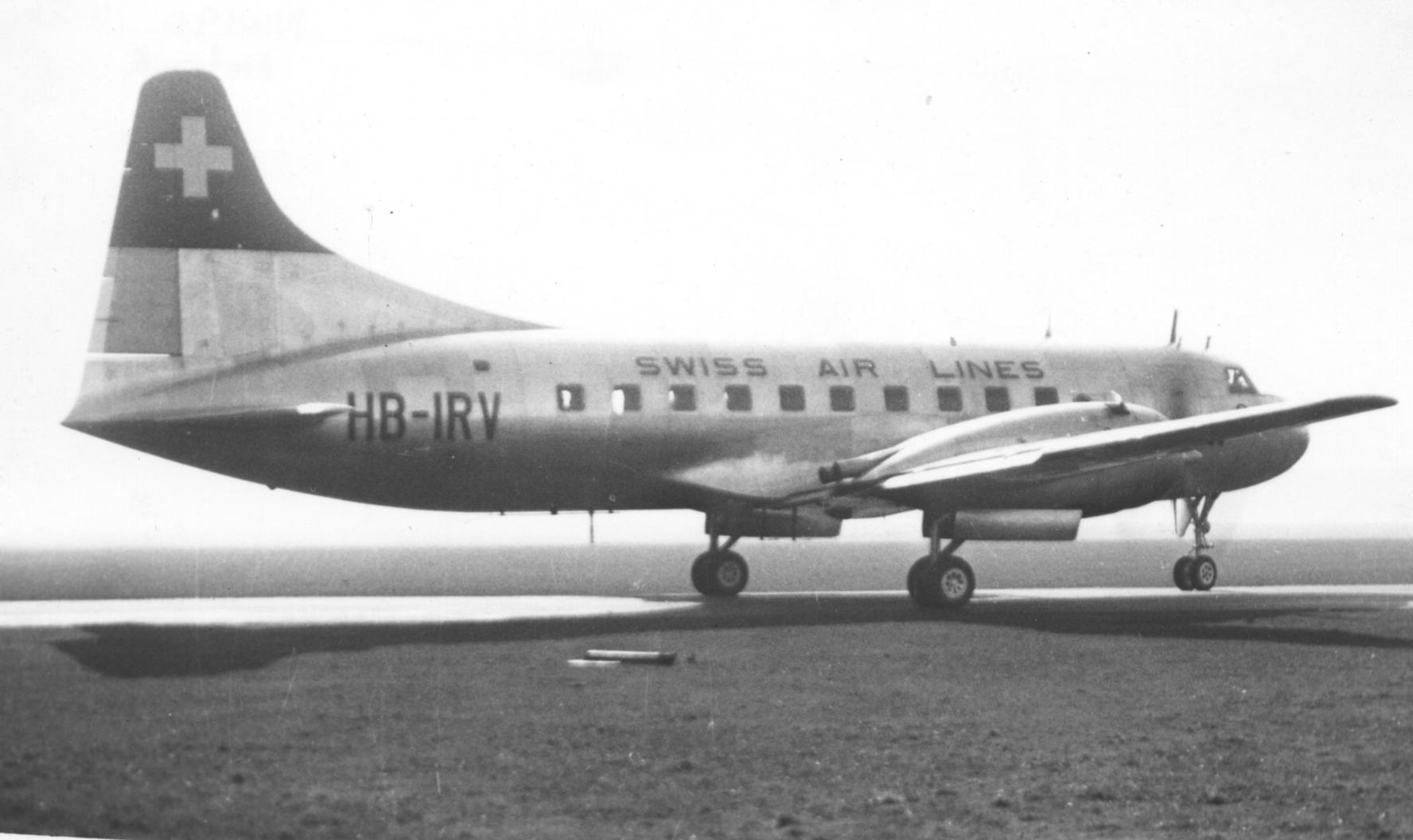
CV-240 Swissair (1950)

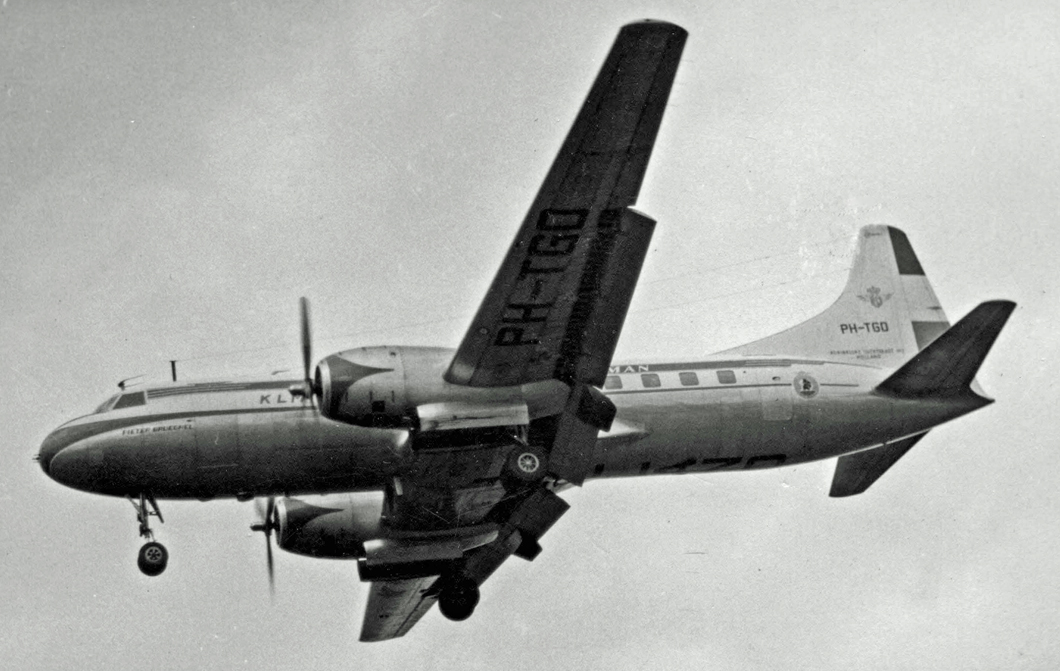
CV-340-48 KLM

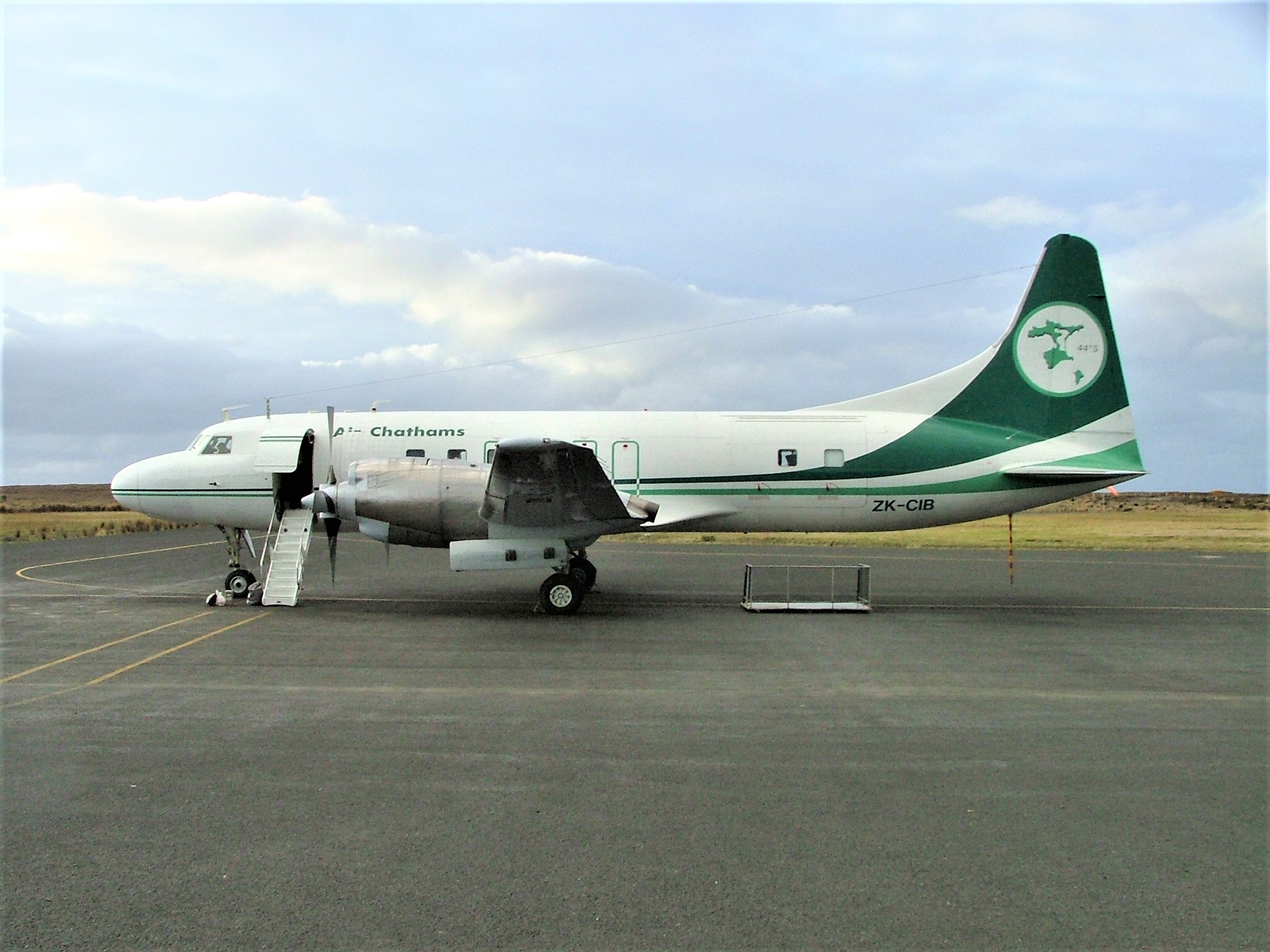
CV-540 Air Chathams (2003)

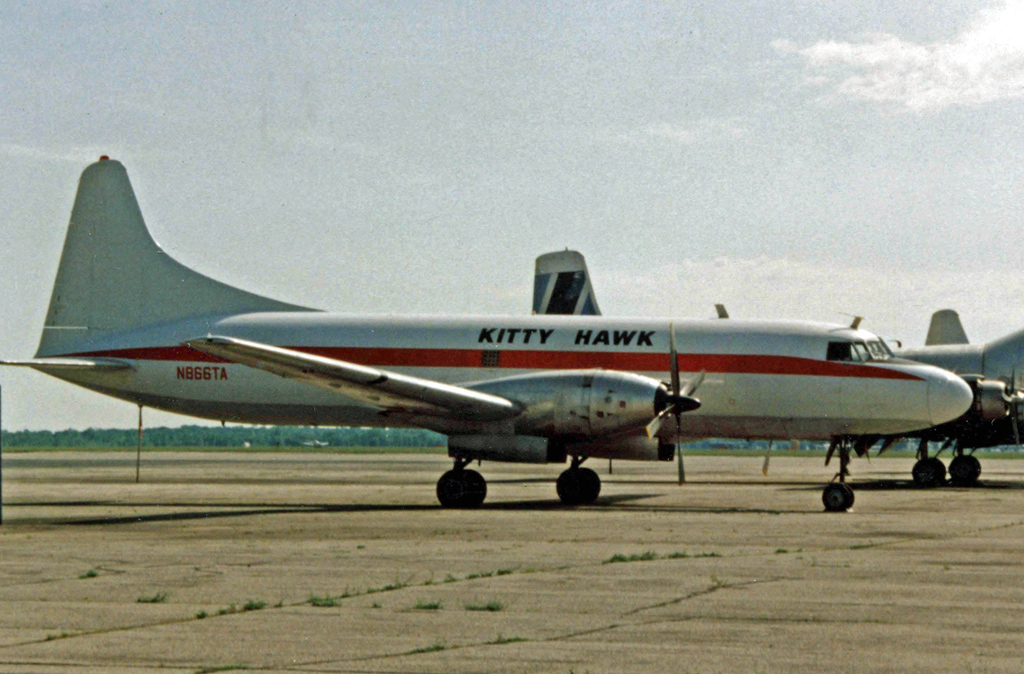
CV-640F Kitty Hawk Aircargo

Первые самолёты вышли на регулярные рейсы авиакомпании American 23 февраля 1948 года. 75 самолётов поставлено авиакомпании American Airlines, 50 — Western Airlines, Continental Airlines, Pan American World Airways, KLM, Swissair, Sabena и Trans Australia Airlines.

## Модификации
Гражданские модификации:
- CV-240
- CV-240-21 Turboliner
- CV-300
- CV-340
- CV-440 Metropolitan
- CV-340
- Convair CV-540
- Convair CV-580
- Convair CV-600
- Convair CV-640
- Convair CV5800

Военные модификации:
- C-131 Samaritan
- T-29 Trainer
- R4Y Samaritan
- Canadair CL-66

## Лётно-технические характеристики (CV-240)
- Экипаж: 2-3
- Пассажировместимость: 40
- Длина: 22,76 м
- Размах крыльев: 27,97 м
- Максимальный взлётный вес: 19320 кг
- Силовая установка: 2 ПД × Pratt & Whitney R-2800 Double Wasp
- Крейсерская скорость: 451 км/ч
- Дальность: 1930 км
- Практический потолок: 4880 м

## Аварии и катастрофы
По данным сайта Aviation Safety Network, по состоянию на 16 февраля 2021 года в общей сложности в результате катастроф и серьёзных аварий было потеряно 206 самолётов Convair CV-240 различных модификаций. Всего в этих происшествиях погибли 1110 человек. Было совершено 10 попыток угона.
В том числе в авариях и катастрофах было потеряно:
- 76 самолётов Convair CV-240 (включая Convair T-29, Convair VT-29 и Convair HC-131 различных модификаций (343 человека погибли)[1];
- 23 самолёта Convair CV-340 (включая Convair C-131 и Convair R4Y различных модификаций) (174 человека погибли)[2];
- 58 самолётов Convair CV-440 (337 человек погибли)[3];
- 40 самолётов Convair CV-580 (включая Canadair CC-109) (211 человек погибли)[4];
- 3 самолёта Convair CV-600 (11 человек погибли)[5];
- 6 самолётов Convair CV-640 (34 человека погибли)[6].

Крупнейшей по числу жертв среди всех модификаций стала катастрофа в Серро-Колорадо (Боливия) 27 октября 1975 года. Тогда в результате перегруза врезался в гору самолёт Convair CV-440, перевозивший военных и их семей. Погибли все 67 человек на борту.